# Margret Hildebrand
Margret Hildebrand (* 6. Mai 1917 in Stuttgart; † 21. Dezember 1997 in Hamburg) war eine deutsche Industriedesignerin und hauptsächlich im Stoffdesign tätig. Sie gehörte zu den wichtigsten und vielseitigsten deutschen Textildesignern der Wiederaufbau-Zeit.

## Wirken
Hildebrand erhielt ab 1934 eine Ausbildung an der Staatlichen Kunstgewerbeschule in Stuttgart und der Kunstschule für Textildesign in Plauen. 1938 wurde sie in der Stuttgarter Gardinenfabrik angestellt, wo sie ab 1948 am neuen Standort Herrenberg die Leitung des Entwurfsateliers (zunächst als einzige Designerin) übernahm. Am Standort Herrenberg entwickelte sich die Stuttgarter Gardinenfabrik zu einer international erfolgreichen Firma. In den Jahren 1948 bis 1963 war dieser Erfolg eng mit dem Namen Margret Hildebrand verknüpft. 1951 trat sie in die Geschäftsleitung des Unternehmens ein. 1956 wurde sie auf die Professur für Textildesign an der Hochschule für bildende Künste Hamburg berufen. Ab 1963 übernahm eine ihrer Meisterschülerinnen, Antoinette de Boer, die Leitung des Entwurfsateliers der Stuttgarter Gardinenfabrik.
Bereits 1949 wurden auf der Kölner Werkbundausstellung Neues Wohnen Dekorationsstoffe von ihr gezeigt. Damals hatte sie auch eine eigene Textilwerkstätte in Herrenberg. In der Folge kam es zur Zusammenarbeit mit Architekten des Deutschen Werkbunds wie Hans Schwippert; so stammen die Gardinen des Bundeshauses in Bonn von ihr. 1958 entwarf sie den Teppichboden für den Deutschen Pavillon auf der Brüssel Weltausstellung; er wurde von der Anker-Teppichfabrik Gebr. Schoeller produziert.
Hildebrand engagierte sich für die Anerkennung der Textildesigner mit einem im Bereich Design eigenständigen Berufsbild. 1981 wurde sie emeritiert.
Das Museum of Modern Art zeigt zwei Vasen, die sie gemeinsam mit Elsa Fischer-Treyden entworfen hat. Das Victoria & Albert Museum hat in seinem Bestand von ihr für Rasch & Co entworfene Tapeten. In der Sammlung des Museum für Kunst und Gewerbe Hamburg befinden sich 20 Arbeiten von Margret Hildebrand, 19 Textilien und 1 Tapete.

## Privates
Hildebrand heiratete am 26. März 1971 den 25 Jahre jüngeren homosexuellen Mörder und späteren Schriftsteller Hans-Peter Reichelt, auch als Hans Eppendorfer bekannt, und lebte mit diesem bis zu ihrem Tod in Hamburg-Eppendorf.

## Preise und Auszeichnungen
- Medaglia d’Oro Triennale Mailand (1951)[7]
- Die Gute Industrieform/iF (1967): Dose 0/1000 (mit Elsa Fischer-Treyden)
- Die Gute Industrieform/iF (1967): Lampe »L 060« (mit Elsa Fischer-Treyden)[8]
- Die Gute Industrieform/iF (1967): Schale 0007/0100 (mit Elsa Fischer-Treyden)
- Die Gute Industrieform/iF (1967): Vase 2948/0100 (mit Elsa Fischer-Treyden)
- Rosenthal-Studio-Preis für hervorragend gestaltete Produkte im Wohnbereich (1967): Teppich Expo

## Schriften
- Hermann Gretsch/Margret Hildebrand: Industrielle Textilgestaltung. Riemerschmidt, Berlin 1942